# Челидзе, Валериан Илларионович
Валериан Илларионович Челидзе (груз. ვალერიან ილარიონის ძე ჭელიძე; 17 января 1927 — 24 мая 2014, Тбилиси) — советский строитель, Герой Социалистического Труда, почётный гражданин Тбилиси и Дманиси.

## Биография
Бригадир плотников строительного управления № 10 Главтбилстроя. В 1959 году был избран депутатом в состав Верховного Совета 5-го созыва Грузинской ССР; в 1965 г. — депутатом горсовета рабочих депутатов 6-го созыва. В 1966 году было присвоено звание Героя Социалистического Труда. В 1967 году избран депутатом Октябрьского районного Совета рабочих депутатов 11-го созыва; в 1972—1984 г. — депутатом Верховного Совета Грузинской ССР 8—10-го созыва.
В 1981 году стал Почетным гражданином Тбилиси, в 1982 г. — почётным гражданином Дманиси. Награждён орденом Ленина и Октябрьской революции.
В 1984 году был избран депутатом Верховного Совета СССР 11-го созыва.
Валериан Челидзе умер 24 мая 2014 года в Тбилиси.